# Temesi Ferenc
Temesi Ferenc (Szeged, 1949. november 30. –) a Nemzet Művésze címmel kitüntetett, Kossuth- és József Attila-díjas magyar író, műfordító, drámaíró, forgatókönyvíró. Legsikeresebb regénye az 1986–1987-ben megjelent kétkötetes Por. E művével létrehozta a „szótárregény” műfaját Magyarországon. A Magyar Művészeti Akadémia Irodalmi Tagozatának tagja (2004).

## Életútja
Temesi Ferenc és Tóth Etelka házasságából, római katolikus családban született. Fiatalon a szegedi könnyűzenei élet aktív tagja volt, több, általában rövid életű zenekarban játszott. Szülővárosában, a Ságvári Endre Gimnáziumban érettségizett. 1971-ben egy ideig egy londoni egyetem diákja volt. 1973 júniusában autóstoppal való utazás közben csaknem végzetes balesetet szenvedett, élete legnagyobb szerelmét, Kaczúr Katalint elvesztette a szerencsétlenségben. Balesete és „újjászületése” később a legtöbb művében megjelenik, első nagyregényében a balesetet megelőző utolsó napok és órák eseményei adják a drámai végkifejletet. Felépülése után, a következő évben, 1974-ben a szegedi József Attila Tudományegyetem magyar–angol szakán szerzett diplomát.
Diplomázása után először Budapesten az Egyetemi Könyvtárban kezdett dolgozni, majd a Fiatal Művészek Klubjában kapott állást. 1975-től szabadfoglalkozású író. 1983-ban részt vett a One World Poetry amszterdami költői világfesztiválon. 1988-ban tanulmányúton járt Kínában. Részt vett az Iowai Nemzetközi Írói Programban, valamint az 1991-es mexikói nemzetközi prózaírói világszimpozion munkájában. 2001 óta a Magyar Írószövetség Választmányának tagja és a Magyar PEN Club alelnöke.

## Stílusa
Írói világa színes, különféle élményterületekből táplálkozik: a szegedi hagyományból éppúgy, mint az angolszász lírából, vagy az 1970-es évek avantgárdjából és popzenéjéből. Regényeiben sokszor eljátszik a forma adta lehetőségekkel, írt már regényt például tarot kártyára,  Ji-King-jóslatokra vagy sakkjátszmára. Írásainak egyik jellemzője az is, hogy elváltoztatja a fontosabb személynevek, helynevek, sőt akár népnevek egy részét (pl. Szeged helyett Porlód, románok helyett mánok). Saját maga is visszatérő szereplője regényeinek és novelláinak, ugyancsak elváltoztatott néven.

## Néhány művéről
A Látom, nekem kell lemennem című pályakezdő elbeszéléskötete a hagyományos elbeszélés megszüntetésére irányuló – többségében játékos és ironikus – kísérletek gyűjteménye (keresztrejtvény formájú novella, „egyperces-utánzat”, vendégszöveg-szerkesztmény, szótárcikk alakú elbeszélés stb.).
Por című regénye az avantgárddal való személyes leszámolás igényével készült. Ő írja le a műben, hogy ez lenne az első magyar tudatosan posztmodern nagyregény. A leszámolás azonban ironikus, mert jóllehet a regény a legősibb történetmondó formákat eleveníti fel, az író szótár formában szerkesztette, a történeteket a címszavak hálójába rejtette. A szótár pontosan hatszázhatvanhat szócikket tartalmaz. Majdnem egyidőben jelent meg Milorad Pavić Kazár szótár című szerb lexikonregényével, 1984-ből. Por című regényét Bálint Sándor néprajzkutatónak ajánlotta, aki többek közt lejegyezte a szegedi első legnagyobb mesélő, Tombácz János történeteit. A magyar irodalom klasszikusai közül Tömörkény István írói munkássága is kiemelkedő helyet foglal el az ő indíttatásában.
Egyik újabb regénye, a Kölcsön idő lapjain egy képzeletbeli folyóirat egymást követő számaiból, folytatásos cikkeiből, és apró formákból bontakozik ki az úgynevezett újságregény bonyolult, mégis rendkívül olvasmányos szövedéke. 1990-ben kezdte el gyűjteni hozzá az anyagot, s 2005–2006-ban jelent meg. A 20. század első felének legnagyobb művészei az ő szemében Ady Endre és Bartók Béla. 2012-ben regényt jelentetett meg Bartók Béla útjáról is, Bartók címmel.
Apám című regénye az 1993-ban elhunyt édesapjáról készített, és az író kezébe csaknem két évtizeddel később eljutó titkosszolgálati jelentések alapján született meg, megjelenítve benne azt a nyomasztó történelmi korszakot, amikor a hatalommal egyet nem értőknek nap mint nap arra kellett figyelniük, hogy ki előtt tesznek a hatalomnak nem tetsző, politikai tartalmú (vagy annak is betudható) kijelentéseket. A regényből kiderül, hogy még aki sejtette, hogy figyelik, a hatalom annak is túl tudott járni az eszén, és nemegyszer az illető legbizalmasabb barátját szervezte be téglának. A könyv végére a szerző eljut az apjáról jelentő két legaktívabb hálózati személy közel száz százalékos bizonyosságú azonosításáig, de beismeri, hogy hasonlóan Esterházy Péterhez, aki ugyancsak könyvet írt arról, amikor értesült az apja és az állambiztonság közti, több évtizedes kapcsolatról, ő sem lett boldogabb attól, hogy egy könyv formájában írta ki magából a számára megdöbbentő felismeréseit.

## Művei (válogatás)
- Látom, nekem kell lemennem (elbeszélések, 1977)
- Por I-II. (regény, 1986–1987)
- 3. könyv (elbeszélések, 1988)
- A szív böjtje (kisregény, esszék, 1991)
- Pejote (kisregény, 1992)
- Híd (regény, 1993)
- Pest (regény, 1996)
- Arborétum (színmű, 1997)
- A zsidó Isten Debrecenben (elbeszélések, versek, 1997)
- Hogyan nem találkoztam Allen Ginsberggel? (válogatott elbeszélések, 1998)
- Az éjféli utas (elbeszélések, 2000)
- Királyáldozat (regény, 2000)
- Babonáskönyv (elbeszélések, 2001)
- Gabo meg a halál (elbeszélések, tárcanovellák, 2003)
- Jaj, ha Anyám látna…! Ha egy szegedi író, egy humorista és egy dobos visszanéz… (Nagy Bandó Andrással és Kelemen Istvánnal közösen, magánkiadás, 2003)
- Kölcsön idő: alapíttatott 1990-ben. I-II. (újságregény, 2005–2006)
- Amszterdam stb. (regény, 2008)
- Bartók (regény, 2012)
- Apám (regény, 2013)
- Miért nem lettem...?; L'Harmattan, Bp., 2014
- Tündér, mesék; ill. Mayer Hella; L'Harmattan–Könyvpont, Bp., 2014
- Por; 4. jav., átdolg. kiad.; Scolar, Bp., 2017
- 49/49 (regény, Scolar, 2018)
- Az utca legjobb kocsmája. Válogatott történetek; Scolar, Bp., 2019
- Apám; 2., bőv. kiad.; Scolar, Bp., 2021

## CD-k és hangoskönyvek
- Temesi Ferenc: 49/49 (2021)

## Társasági tagság
- Magyar Írószövetség választmányi tag 2001-től
- Magyar PEN Club alelnök 2001-től
- Magyar Művészeti Akadémia tagja 2004 óta

## Díjak, elismerések (válogatás)
- Móricz Zsigmond-ösztöndíj (1975, 1980)
- Déry Tibor-jutalom (1987)
- József Attila-díj (1988)
- Magvető-nívódíj (1988)
- A jövő Irodalmáért-díj (1988)
- Nagy Lajos-díj (1992)
- Év Könyve Jutalom (a Hídért) (1993)
- A Magyar Köztársasági Érdemrend kiskeresztje (1994)
- Tekintet Díj (1997)
- Pro Literatura díj (2002)
- Bertha Bulcsu-díj (2003)
- Szépirodalmi Figyelő-díj (2006)
- Magyar Köztársaság Babérkoszorúja díj (2011)
- Kossuth-díj (2014)
- Pro Urbe Szeged (2017)
- A Magyar Érdemrend tisztikeresztje (2019)
- A Nemzet Művésze (2024)[4]
- Prima Primissima-díj (2024)[5]